# Люксембург на летних Олимпийских играх 1936
Люксембург принимал участие в Летних Олимпийских играх 1936 года в Берлине (Германия), но не завоевал ни одной медали. Страну представляли 49 спортсменов: 48 мужчин и одна женщина, они выступали в 35 состязаниях в 10 видах спорта:
- лёгкая атлетика
- бокс — 5 боксёров в различных весовых категориях
- гребля на байдарках и каноэ
- велоспорт — 4 спортсмена (Жак Майерус, Франсуа Нойенс, Поль Франц, Рудольф Хутч) участвовали как в командной гонке, так и в индивидуальном зачёте
- футбол — национальная сборная Люксембурга в первом же отборочном матче проиграла сборной Германии «всухую»: 9-0[2][3].
- спортивная гимнастика
- плавание: Норберт Франк, Пьер Хастер, Марсель Нойманн и Жорж Тандель
- тяжёлая атлетика
- борьба
- конкурсы искусств — 5 участников, в том числе Жан Якоби́ и единственная женщина в сборной — художница Мария Якоби́.

Самым старшим и опытным участником люксембургской сборной был 45-летний художник Жан Якоби́, чемпион игр 1924 и 1928 года. Самым юным участником был 18-летний пловец Норберт Франк, он участвовал в эстафете 4 х 200 вольным стилем.